# Đại học Villanova
Đại học Villanova (tiếng Anh: Villanova University) là một viện đại học nghiên cứu tư thục ở Villanova, phía tây bắc vùng ngoại ô Philadelphia, Pennsylvania, Hoa Kỳ. Được Dòng Thánh Augustinô thành lập vào năm 1842 và đặt tên theo Thánh Thomas xứ Villanova, Đại học Villanova là trường đại học Công giáo lâu đời nhất ở Pennsylvania và một trong hai trường đại học của Dòng Thánh Augustinô ở Hoa Kỳ.
Nguồn gốc của Đại học Villanova bắt nguồn từ nhà thờ Thánh Augustinô, Philadelphia, được các tu sĩ Augustinô thành lập vào năm 1796, và Học viện Thánh Augustinô, được thành lập vào năm 1811.

## Lịch sử

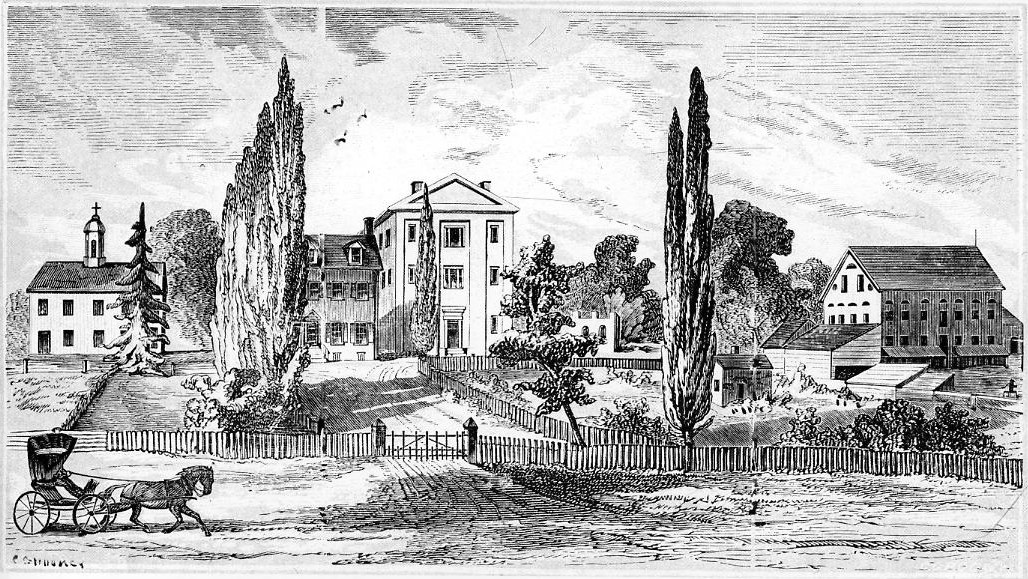
Villanova College năm 1849

Tháng 10 năm 1841, hai tu sĩ ở nhà thờ Thánh Augustinô, Philadelphia mua 200 mẫu Anh (0,81 km²) bất động sản tại Radnor Township với ý định mở một trường học. Ngôi trường, lúc đầu được gọi là "Đại học Villanova Dòng Augustinô" (tiếng Anh: Augustinian College of Villanova) và mở cửa năm 1842. Tuy nhiên, các cuộc nổi loạn ở Philadelphia năm 1844 đã làm nhà thờ Thánh Augustinô ở Philadelphia bị đốt và gây ra nhiều khó khăn tài chính cho các tu sĩ, ngôi trường bị đóng cửa tháng 2 năm 1845. Trường mở cửa trở lại năm 1846 khóa đầu tiên của trường tốt nghiệp năm 1847. Năm 1859, bằng thạc sĩ đầu tiên được trao cho sinh viên của trường. Năm 1857, trường phải đóng cửa một lần nữa do nhu cầu linh mục ở Philadelphia làm giảm bớt lượng giáo viên, và cuộc khủng hoảng năm 1857 làm cho tình hình tài chính của trường trở nên căng thẳng. Trường đã đóng cửa trong suốt cuộc nội chiến, sau đó mở cửa trở lại và đã duy trì hoạt động liên tục kể từ tháng 9 năm 1865.
Cuộc mở rộng đầu tiên của đại học Villanova được bắt đầu vào cuối thập niên 1890. Với mong muốn trở thành một trong những trường đại học tốt nhất tại Hoa Kỳ, trường đã xây dựng thêm phòng học, ký túc xá, mua thêm các phương tiện giải trí và thiết bị giảng dạy.

Trường Công nghệ thuộc đại học Villanova được thành lập vào năm 1905. Năm 1915, chương trình y tế hai năm được thành lập để giúp học sinh đáp ứng yêu cầu mới của các trường y. Điều này dẫn đến sự xuất hiện của chương trình y tế bốn năm, bằng Cử nhân Khoa học trong lĩnh vực sinh học, và việc thành lập bộ phận khoa học vào năm 1926.

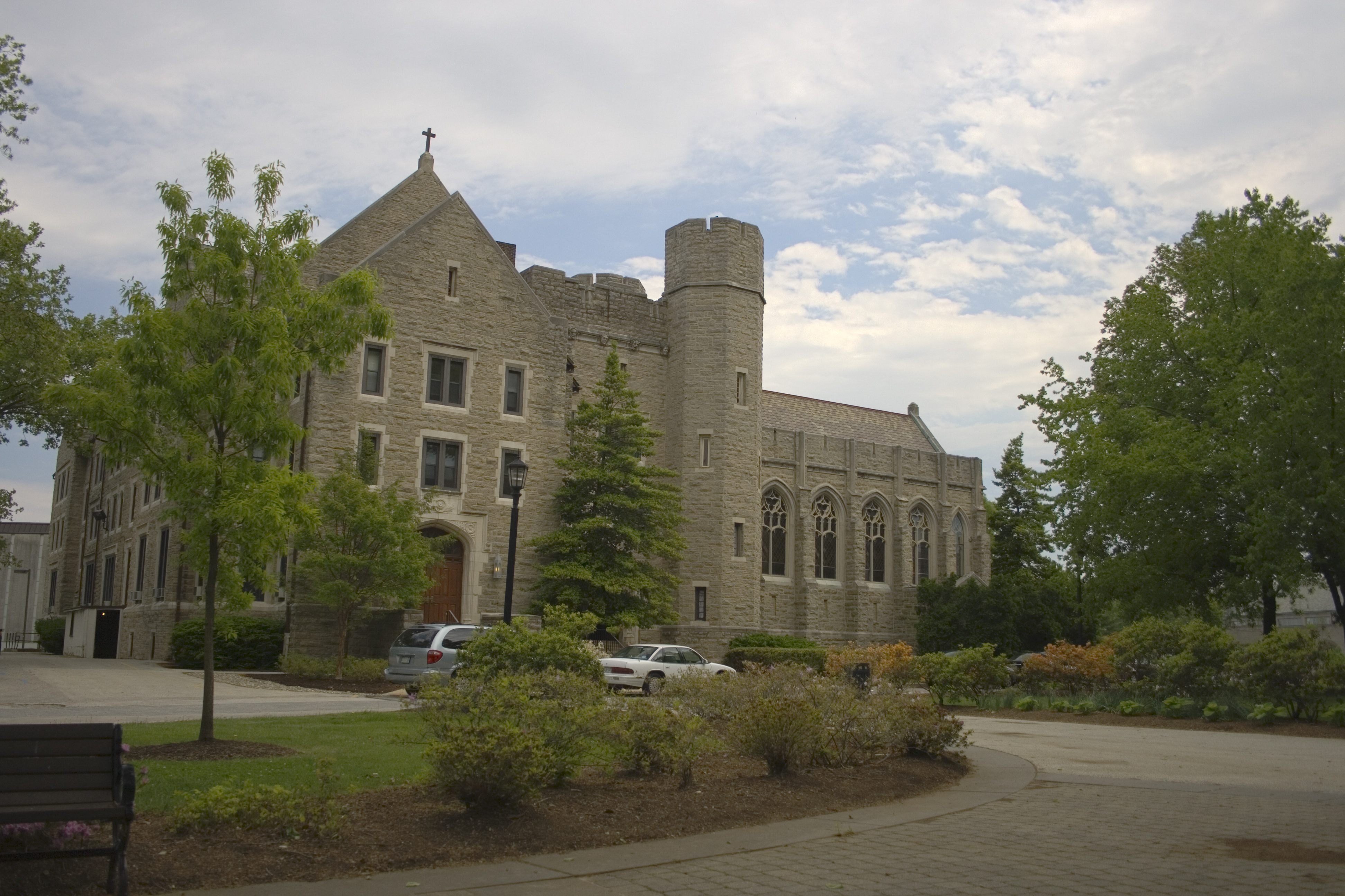
Corr Hall nhìn từ The Grotto

Villanova là trường nam sinh cho đến năm 1918, khi trường bắt đầu mở các lớp học buổi tối để dạy các nữ tu giảng dạy trong các trường học giáo xứ. Năm 1938, một nữ giáo dân nhận bằng tốt nghiệp đại học Villanova lần đầu tiên. Khi Trường Điều Dưỡng được mở vào năm 1953, phụ nữ bắt đầu theo học toàn thời gian. Năm 1958, Trường Kỹ thuật nhận học nữ sinh đầu tiên. Đại học Villanova trở thành trường Nam nữ đồng giáo từ năm 1968.
Trong Chiến tranh thế giới thứ hai, Đại học Villanova là một trong 131 trường cao đẳng và đại học đã tham gia Chương trình đào tạo hải quân V-12, giúp học sinh tham gia ủy ban Hải quân Mỹ.
Sau Chiến tranh thế giới thứ hai, Đại học Villanova tiếp tục mở rộng, số lượng tuyển sinh cựu chiến binh trở về và giảng viên tăng gấp bốn lần. Nhiều cơ sở vật chất được xây dựng thêm vào năm 1953, trong đó Trường Điều Dưỡng và Trường Luật được thành lập. Villanova được công nhận là một trường đại học vào ngày 18 tháng 11 năm 1953. Giữa năm 1954 và 1963, 10 tòa nhà mới được xây dựng hoặc được mua từ những miếng đất tiếp giáp với khuôn viên trường, bao gồm Bartley, Mendel, và Dougherty Hall.
Trong những năm 1970 và 1980, đại học Villanova nỗ lực để trở thành một trường đại học nổi tiếng toàn quốc. Chất lượng của giảng viên và sinh viên được cải thiện đáng kể, các chương trình nghiên cứu quốc tế đã được thiết lập. Các khu nhà ở và giải trí cho học sinh được xây dựng, và các nỗ lực để tăng nguồn vốn được thực hiện.
Trong những năm 1980, ghế ưu đãi đã được thành lập trong các lĩnh vực thần học, triết học, kỹ thuật, kinh doanh; lượng học bổng đã được tăng lên, chương trình giảng dạy được mở rộng và cải thiện. Một chiến dịch xây dựng mở rộng đã tạo cơ sở vật chất cho Trường Nghệ thuật tự do và Khoa học, Kỹ thuật, Thương mại và Tài chính, và ký túc xá cho sinh viên ở phía Nam và phía Tây. Năm 1985, trường đã thắng trong giải đấu bóng rổ nam NCAA.
Trong lịch sử của trường, trường cũng được coi như là một trụ sở của Dòng Thánh Augustine ở Bắc Mỹ. Trường đã cung cấp nhân viên để thành lập các trường trung học Công giáo trên khắp nước Mỹ, chẳng hạn như trường trung học Thánh Augustine ở San Diego, California, được thành lập vào năm 1922, với đội ngũ giảng viên đến từ Villanova.

## Khuôn viên

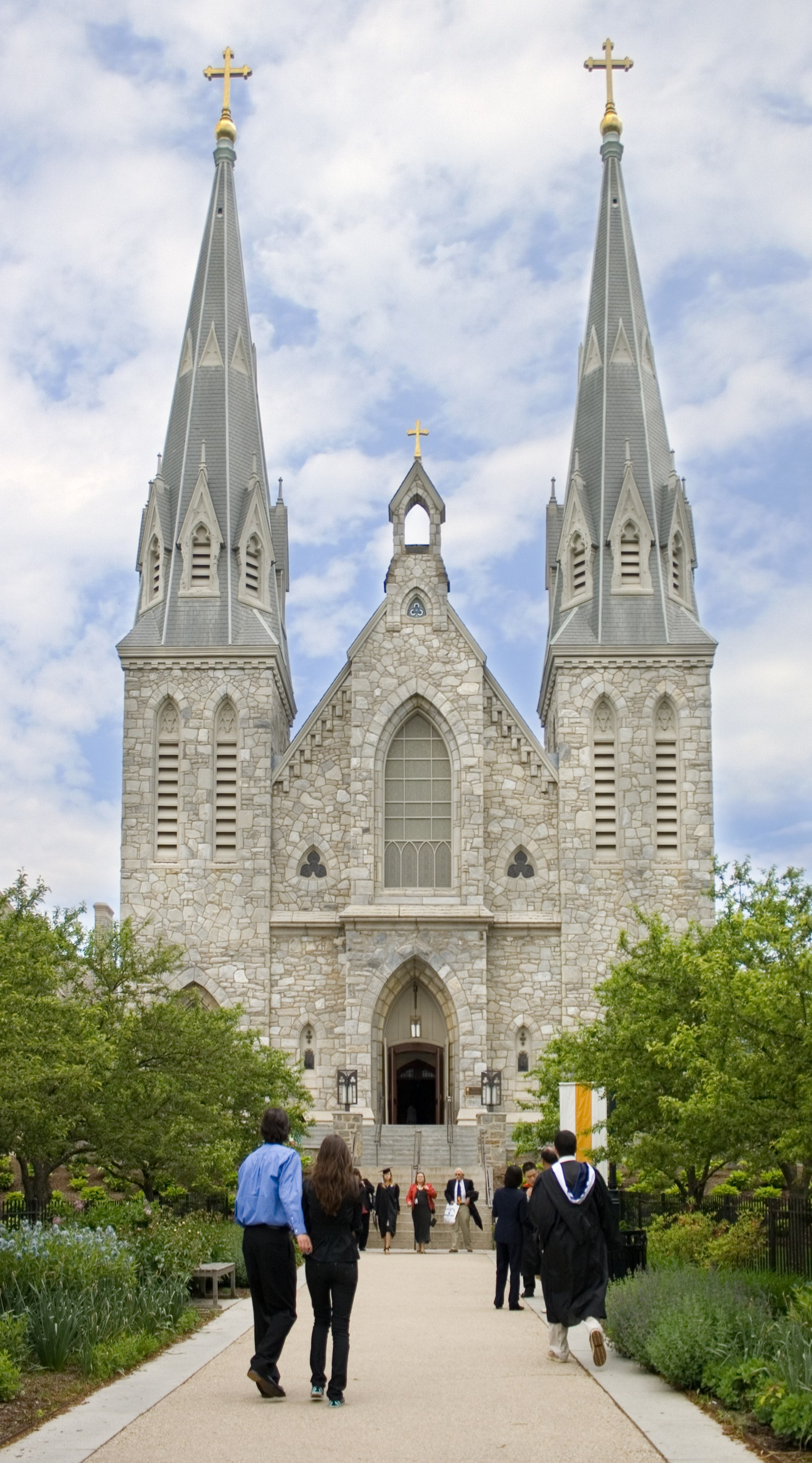
Nhà thờ Villanova.

Đại học Villanova rộng 254 mẫu Anh (1,03 km²) và cách thành phố Philadelphia 12 dặm (19 km). Khuôn viên trường được chia làm ba khu vực:
- Khuôn viên chính bao gồm hầu hết các giảng đường, các tòa nhà hành chính, trung tâm sinh viên, thư viện, nhà sách, nhà thờ Villanova, căng tin với nhiều quán cà phê và nhà ăn, trung tâm thể thao, sân vận động Villanova và ký túc xá cho sinh viên năm nhất và năm hai.
- Khuôn viên phía Tây bao gồm Trường Luật, hội trường St Mary, một số tòa nhà hành chính, và ký túc xá cho sinh viên năm ba và năm cuối. Ngoài ra còn có sân bóng rổ, tennis, bóng đá, bóng chuyền. Ga SEPTA Paoli/Thorndale trạm Villanova cũng nằm ở đây.
- Khuôn viên phía Nam bao gồm 7 ký túc xá cho sinh viên năm nhất và năm hai, nhà ăn Donohue và chợ Donohue.

## Học thuật

### Cơ cấu tổ chức
Đại học Villanova gồm sáu trường:
- Trường Giáo dục khai phóng và Khoa học
- Trường Kỹ thuật
- Trường Kinh doanh
- Trường Điều dưỡng
- Trường Luật
- Trường Nghề nghiệp

### Thứ hạng
Trong hơn một thập kỷ, Đại học Villanova luôn được xếp thứ nhất trong các trường đại học đào tạo thạc sĩ khu vực phía Bắc theo xếp hạng của U.S. News & World Report. Nhiều chương trình học của trường được đánh giá cao, trong đó trường kỹ thuật được xếp hạng 9 trong số các trường kĩ thuật mà học vị cao nhất là Thạc sĩ. Trường kinh doanh Villanova được xếp thứ 7 trong xếp hạng của Business Week năm 2011, 69 trong xếp hạng của US News and World Report năm 2012, và 29 trong xếp hạng MBA của tờ Financial Times. Trường luật thuộc đại học Villanova được coi là một trong những trường luật tốt nhất nước Mỹ, xếp thứ 84 toàn quốc trong xếp hạng năm 2012 của Us News and World Report. Tháng 12 năm 2009, tạp chí PC World và Princeton Review xếp đại học Villanova thứ nhất trong danh sách các trường đại học được nối mạng tốt nhất nước Mỹ.. Chương trinh thạc sĩ tâm lý học của trường nằm trong top 10 Hoa Kỳ và Canada về năng suất nghiên cứu.

### Tuyển sinh
Đại học Villanova có tỷ lệ nhận học sinh khoảng 29%.

## Đời sống sinh viên
| Chủng tộc                      | Tổng cộng | Tổng cộng |
| ------------------------------ | --------- | --------- |
| Người Mỹ da trắng              | 72%       | 72        |
| Người Mỹ gốc Hispano và Latino | 9%        | 9         |
| Người Mỹ gốc Á                 | 6%        | 6         |
| Người Mỹ gốc Phi               | 5%        | 5         |
| Chủng tộc khác                 | 4%        | 4         |
| Người nước ngoài               | 2%        | 2         |
| Điều kiện kinh tế              |           |           |
| Hạ lưu                         | 10%       | 10        |
| Khá giả                        | 90%       | 90        |

Đại học Villanova có các câu lạc bộ thể thao, tổ chức văn hóa, hội nam sinh, nữ sinh và những hội sinh viên khác. Sinh viên Đại học Villanova tham gia các tổ chức, hoạt động từ thiện, bao gồm Thế vận hội Đặc biệt do sinh viên tổ chức lớn nhất trên thế giới.

## Cựu sinh viên nổi tiếng

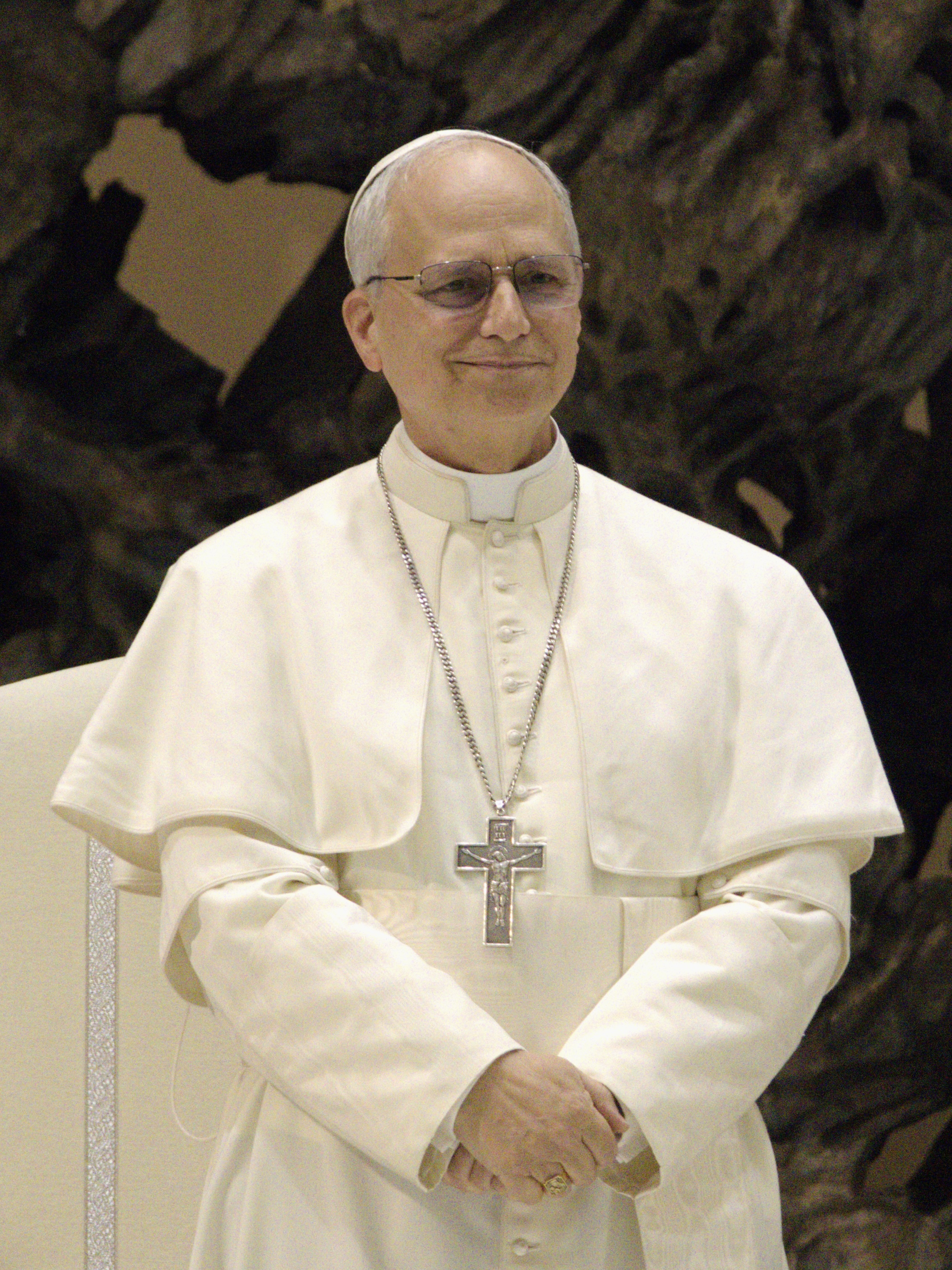
Giáo hoàng Lêô XIV, khóa 1977

Nhiều cựu sinh viên Đại học Villanova hoạt động nổi bật trong lĩnh vực tôn giáo, giải trí, thể thao, chính trị, quân đội và kinh doanh.
Đại học Villanova là trường đại học Hoa Kỳ duy nhất có một cựu sinh viên là giáo hoàng, Giáo hoàng Lêô XIV. Những giáo sĩ Giáo hội Công giáo khác tốt nghiệp từ Đại học Villanova bao gồm Hồng y Tổng giám mục Tổng giáo phận New York John Joseph O'Connor và Emellia Prokopik, bề trên tổng quyền của một hội dòng nữ tu.